# Lilia Sjoboechova
Lilia Boelatovna Sjoboechova (Russisch: Лилия Булатовна Шобухова), geboren als Lilia Volkova (Russisch: Лилия Волкова), (Beloretsk (Basjkirostan), 13 november 1977) is een Russische langeafstandsloopster, die in eerste instantie was gespecialiseerd in de 3000 en de 5000 m. Ze werd tweemaal Russisch kampioene op beide afstanden. Sinds 2006 is ze in het bezit van het Europese indoorrecord op de 3000 m en de Ekiden. En sinds juli 2008 had zij ook het Europese record op de 5000 m in handen. In 2018 werd dit laatste record haar echter ontnomen door de Nederlandse Sifan Hassan.
In een latere fase is zij zich gaan toeleggen op het lopen op de weg. Sindsdien heeft zij in dit metier eveneens haar sporen verdiend, onder meer door overwinningen in de prestigieuze marathons van Chicago en Londen.

## Loopbaan
Op de Olympische Spelen van 2004 in Athene vertegenwoordigde Sjoboechova Rusland op de 5000 m. Ze kwalificeerde zich voor finale, waarin ze een dertiende plaats behaalde in 15.15,64. Deze wedstrijd werd gewonnen door de Ethiopische Meseret Defar in 14.45,65.
Haar eerste succes behaalde ze in 2002 door de 5000 m te winnen bij de Russische kampioenschappen. Drie jaar later maakte ze haar internationale doorbraak. Als Russisch kampioene op de 5000 m won ze een gouden medaille bij de Europacupwedstrijden in Florence. Met een tijd van 15.01,15 versloeg ze de Poolse Wioletta Janowska (zilver; 15.08,28) en de Roemeense Mihaela Botezan (brons; 15.13,36).m
In 2006 won Lilia Sjoboechova een zilveren medaille op de wereldindoorkampioenschappen, Europese kampioenschappen en de Wereldbeker. Op 23 november van dat jaar liep ze in het Japanse Chiba met haar teamgenotes Inga Abitova, Olesja Syreva, Lidia Grigorjeva, Galina Bogomolova en Maria Konovalova een Europees record op de Ekiden. Ze liep de eerste etappe van 5 km in een tijd van 15.26.
Op de Olympische Spelen van 2008 in Peking plaatste ze zich voor de finale van de 5000 m, waarin ze een zesde plaats behaalde in 15.46,62.

## Schorsing
Op 29 april 2014 maakte de Russische Atletiekfederatie melding van het feit, dat er in het biologisch paspoort van Lilia Sjoboechova afwijkingen waren gevonden. Als gevolg hiervan was besloten om al haar uitslagen vanaf 2009 te schrappen en haar een schorsing op te leggen van twee jaar, met terugwerkende kracht beginnend op 24 januari 2013 en eindigend op 23 januari 2015. Deze straf kan aardig in de papieren lopen voor de Russische, want nu zal ze ook het prijzengeld terug moeten betalen dat zij verdiende als winnares van de marathon van Londen van 2010, de geldprijzen van de marathons van Chicago in 2009, 2010 en 2011, Londen in 2011 en die van de Marathon Majors. Ook wordt haar tweede plaats op de bestenlijst aller tijden (2:18.20) doorgehaald.

## Titels
- Russisch kampioene 5000 m - 2002, 2005,[2] 2008
- Russisch indoorkampioene 3000 m - 2005, 2006

## Persoonlijke records
Baan
| Onderdeel   | Prestatie            | Datum        | Plaats      |
| ----------- | -------------------- | ------------ | ----------- |
| 800 m       | 2.03,18              | 24 juni 2006 | Zjoekovski  |
| 1500 m      | 4.03,78              | 9 juli 2004  | Kazan       |
| 1 Eng. mijl | 4.22,14              | 6 juni 2004  | Toela       |
| 2000 m      | 5.35,80              | 27 mei 2007  | Sotsji      |
| 3000 m      | 8.34,85              | 5 juni 2004  | Toela       |
| 5000 m      | 14.23,75 (ex-AR; NR) | 19 juli 2008 | Kazan       |
| 10.000 m    | 30.30.93             | 23 juli 2009 | Tsjeboksary |

Weg
| Onderdeel      | Prestatie | Datum          | Plaats      |
| -------------- | --------- | -------------- | ----------- |
| 10 km          | 32.19     | 9 mei 2009     | Jersey City |
| 15 km          | 49.19     | 9 oktober 2011 | Chicago     |
| 20 km          | 1:05.48   | 9 oktober 2011 | Chicago     |
| halve marathon | 1:09.25   | 9 oktober 2011 | Chicago     |
| 25 km          | 1:22.34   | 9 oktober 2011 | Chicago     |
| 30 km          | 1:38.23   | 9 oktober 2011 | Chicago     |
| marathon       | 2:18.20   | 9 oktober 2011 | Chicago     |

Indoor
| Onderdeel   | Prestatie    | Datum            | Plaats          |
| ----------- | ------------ | ---------------- | --------------- |
| 1000 m      | 2.39,81      | 25 januari 2006  | Moskou          |
| 1500 m      | 4.11,26      | 12 februari 2005 | Wolgograd       |
| 1 Eng. mijl | 4.31,90      | 19 januari 2008  | New York        |
| 2000 m      | 5.45,05      | 7 januari 2006   | Jekaterinenburg |
| 3000 m      | 8.27,86 (AR) | 17 februari 2006 | Moskou          |
| 5000 m      | 16.02,24     | 8 februari 2008  | Moskou          |

## Palmares

### 1 Eng. mijl
- 2008:  New Balance Games - 4.31,90
- 2008:  101st Millrose Games - 4.37,10

### 3000 m
- 2002: 5e EK indoor - 9.02,48
- 2005: 5e EK indoor - 8.57,79
- 2005: 10e Wereldatletiekfinale - 9.02,23
- 2006:  WK indoor - 8.42,18

### 5000 m
- 2002: 17e EK - 16.21,21
- 2004:  Europacup - 14.52,19
- 2004: 13e OS - 15.15,64
- 2004: 7e Memorial Van Damme - ?
- 2005:  Europacup - 15.01,15
- 2005: 9e WK - 14.47,07
- 2006:  EK - 14.56,57
- 2006:  Wereldbeker - 15.05,33
- 2006:  Europacup - 16.18,23
- 2007: 4e Europacup - 15.51,53
- 2008: 6e OS - 15.46,62
- 2008: 9e Memorial Van Damme - 15.02,79

### 10.000 m
- 2009: 19e WK - 32.42,36

### halve marathon
- 2007:  halve marathon van Praag - 1:11.14
- 2007: 25e WK in Udine - 1:11.35
- 2008:  halve marathon van Philadelphia - 1:10.21

### marathon
- 2009:  marathon van Londen - 2:24.24
- 2009: DSQ marathon van Chicago - (was  in 2:25.56)
- 2010: DSQ marathon van Chicago - (was  in 2:20.25)
- 2010: DSQ marathon van Londen - (was  in 2:22.00)
- 2011: DSQ marathon van Londen - (was  in 2:20.15))
- 2011: DSQ marathon van Chicago - (was  in 2:18.20)
- 2012: DSQ OS (was DNF)
- 2012: DSQ marathon van Chicago - (was 4e in 2:22.59)

### veldlopen (korte afstand)
- 2001: 64e WK - 16.33
- 2002: 23e WK - 14.19
- 2002: 17e EK,  landenklassement
- 2005: 32e WK - 14.22
- 2005: 21e EK,  landenklassement
- 2006: 36e WK - 13.39